# Kellerberg (Gemeinde Weißenstein)
Kellerberg ist eine Ortschaft in der Gemeinde Weißenstein in Kärnten mit 128 Einwohnern (Stand 1. Jänner 2024). Kellerberg ist darüber hinaus die flächenmäßig kleinste der vier Katastralgemeinden von Weißenstein mit einer Fläche von 7,88 km².

## Geographische Lage
Kellerberg liegt südlich des Gemeinde-Hauptortes Weißenstein am rechten Ufer der Drau. Nächstgelegene Stadt ist Villach in etwa 15 km Entfernung. Unmittelbar südlich des Ortes verlaufen die Drautal Straße (B 100) sowie parallel dazu die Tauernautobahn (A 10).

## Geschichte
Aufgrund der Lage an der Drau, aber auch aufgrund von Bodenschätzen war das Gebiet von Kellerberg schon früh besiedelt. Um 200 v. Chr. siedelten sich hier Kelten an und gruben nach Blei- und Zinkerzen. Als die Römer ab etwa 15 v. Chr. Kärnten besetzten und in ihr Reich eingliederten, führte eine ihrer Heeresstraßen, die Villach (Santicum) mit Tiburnia, der späteren Provinzhauptstadt Teurnia verband, an Kellerberg vorbei. Unter derlei günstigen Bedingungen erlangte die Siedlung im Lauf der Jahrhunderte eine gewisse Bedeutung. Im 13. und 14. Jahrhundert, als nur wenige Brücken über die Drau führten, gab es bei Kellerberg eine Brücke, die die Verbindung zu der auf der Südseite verlaufenden Handelsstraße von Santicum nach Teurnia schuf. Da der Fluss schon im 13. Jahrhundert als Wasserstraße benutzt wurde, unterhielt Kellerberg wie auch Villach Handelsbeziehungen zu Friaul und Venedig. Kellerberg – im Jahr 1251 als Chellerberch erstmals urkundlich erwähnt – erhielt schon vergleichsweise früh die Marktgerichtsbarkeit und war im Jahr 1321 ein wohlhabender, blühender Marktflecken. 
Die Burg Kellerberg, 1251 urkundlich erstmals erwähnt, stürzte beim Erdbeben von 1348 ein und wurde nicht wieder aufgebaut. Als neuer Herrschaftssitz entstand, wenn auch nicht gleicher Stelle, das Schloss Kellerberg, das sich seit 1894 im Besitz der Familie Rothauer befindet.
Der Markt gehörte von 1272 den Grafen von Ortenburg, mit dem Tod des letzten Ortenburgers im Jahr 1418 ging die Herrschaft an die Grafen von Cilli über. Nachdem bereits 1456 auch dieses Geschlecht ausgestorben war, gelangte die Grafschaft Ortenburg in den Besitz der Habsburger, die es an verschiedene Lehensnehmer verliehen.
1478 fielen die Türken in Kärnten ein und verwüsteten zahlreiche Orte, darunter auch Kellerberg. 
Bei der Bildung von politischen Gemeinden in Kärnten im Jahr 1850 war Kellerberg zunächst eine selbstständige Gemeinde, wurde aber schon 1865 in die Gemeinde Paternion eingemeindet. Von 1899 an war Kellerberg wieder eigenständig, bis es im Zuge der Gemeindestrukturreform 1973 mit der Gemeinde Weißenstein vereint wurde.

## Kultur und Sehenswürdigkeiten

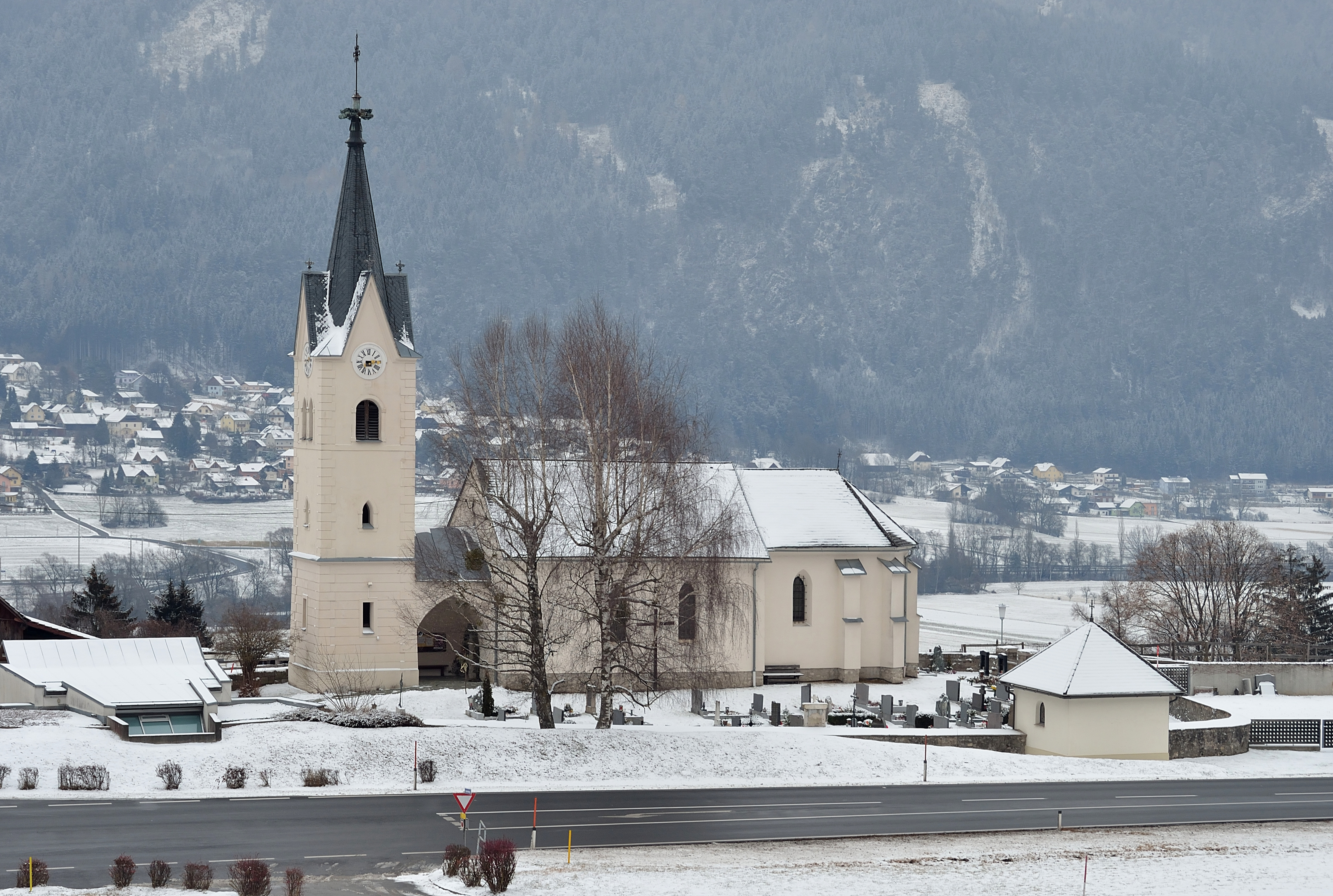
Pfarrkirche Kellerberg

- Katholische Pfarrkirche Kellerberg hl. Ulrich
- Schloss Kellerberg-Rothauer

## Persönlichkeiten
- Ignaz Breitegger (1872–1946), Bürgermeister von Kellerberg und Ehrenbürger von Weißenstein
- Rosa Eberhard (1910–1944), österreichische Widerstandskämpferin